# (72802) Wetton
(72802) Wetton est un astéroïde de la ceinture principale.

## Description
(72802) Wetton est un astéroïde de la ceinture principale. Il fut découvert le 26 mars 2001 à Kitt Peak par Marc W. Buie. Il présente une orbite caractérisée par un demi-grand axe de 2,93 UA, une excentricité de 0,088 et une inclinaison de 5,08° par rapport à l'écliptique.